# Gateway Bridge
Die Gateway Bridge befindet sich im Zentrum des Gateway Motorway, der um die östlichen Vororte von Brisbane herumführt. Sie überspannt den Brisbane River in der Nähe der Moreton Bay.

## Konstruktion
Die Gateway Bridge ist eine Balkenbrücke aus Spannbeton. Sie wurde nach einer Bauzeit von sechs Jahren am 11. Januar 1986 eröffnet. Zu diesem Zeitpunkt war sie mit einer Spannweite von 260 m die längste ihrer Art und hielt diesen Rekord für über 15 Jahre. Insgesamt ist die Brücke 1630 m lang. Mit 64,5 m ist die Gateway Bridge etwa so hoch wie ein 20-stöckiges Hochhaus. Der Hohlkasten ist mit 15,2 m Höhe über dem Brückenpfeiler und 12 m Breite auf der Unterseite immer noch der größte Spannbetonhohlkasten dieser Art. Im Scheitel ist der Brückenträger nur noch 5,2 m hoch. Bruce Ramsey schuf das Designkonzept der Brücke, das beratende Ingenieurbüro war Mc Donald, Wagner & Priddle.
Die Brücke verdankt ihre Form den besonderen Ansprüchen der anderen Verkehrswege, denn der Flugverkehr erlaubte maximal eine Höhe von 80 m über dem Meeresspiegel, während der Schiffsverkehr unterhalb der Brücke eine Durchfahrtshöhe von 55 m erforderte.
Für die Herstellung im freien Vorbau wurden 150.000 t Beton, 9.900 t Betonstahl und 2.500 t Spannstahl verbraucht. Aus Zeitgründen wurde mit dem Bau der Brücke begonnen, bevor die Planungen vollständig abgeschlossen waren.

## Nutzung
Die Brücke hat sechs Fahrspuren auf einer Breite von 21 m. Sie wurde durch Mittel des Landesregierung von Queensland finanziert. Daher ist die Benutzung der Gateway Bridge gebührenpflichtig. Sie wird betrieben von Queensland Motorways, einem staatlichen Betrieb.
Anfang 2005 wurde ein größeres Bauvorhaben am Gateway Motorway angekündigt. Darin eingeschlossen war der Bau einer zweiten Brücke über den Brisbane River. Die neue Brücke sollte flussabwärts der Gateway Bridge errichtet werden und eine exakte Kopie der bestehenden Brücke sein. Auch diese Brücke wurde durch Mauteinnahmen finanziert. Sie wurde im Mai 2010 fertiggestellt. Beide Brücken zusammen tragen seitdem den Namen Sir Leo Hielscher Bridges, benannt nach Sir Leo Hielscher, einem hohen Beamten im Öffentlichen Dienst Australiens.